# Дороті Томпсон
Дороті Селін Томпсон (англ. Dorothy Celene Thompson; 9 липня 1893 — 30 січня 1961) — американська журналістка, радіоведуча та суфражистка. Перша американська журналістка, яку вигнали з нацистської Німеччини в 1934 році, одна з небагатьох жінок-коментаторок новин, які виступали на радіо в 1930-х роках.

## Життєпис

### Ранні роки
Дороті Томпсон народилась 9 липня 1893 року в Ланкастері, штат Нью-Йорк, в сім'ї методистського священника Пітера Томпсона та Маргарет Томпсон. Коли Дороті було три роки, сім'я переїхала до Кларенсу, Нью-Йорк, де народились брат та сестра Дороті. Пізніше Томпсони ненадовго переїхали до Тонаванди, Нью-Йорк, а пізніше, в 1900 році, — до Гамбургу, Нью-Йорк. У 1901 році померла мати Дороті. Після її смерті до Томпсонів переїхала тітка з боку батька, щоб допомагати по господарству та з дітьми. Тітка прожила із Томпсонами два роки, після чого Пітер Томпсон одружився вдруге з Елізою Ебот, яка походила із відносно заможної гамбургської сім'ї Еботів. У дитинстві Дороті багато читала Чарльза Діккенса, Вільяма Теккерея, Джорджа Елліот, Вальтера Скотта, Натаніеля Готорна, Марка Твена, Вільяма Шекспіра та Біблію. У Дороті були напружені стосунки із мачухою Елізою.
У 1905 році Томпсони переїхали до селища Гованда в штаті Нью-Йорку, де знаходився пасторат, до якого призначили її батька. Пізніше Томпсони переїхали до Спенсерпорту, Нью-Йорк, де відносини між мачухою та Дороті настільки погіршились, що Еліза оголосила, що вона не справлялась із Дороті. Батько вирішив відіслати Дороті до Чикаго, де жили тітки Дороті.

### Освіта
У Чикаго у 1908 році Дороті почала навчання в Інституті Льюїса (зараз — Іллінойський інститут технології), який тоді функціонував як приватна школа, яка готувала учнів до вступу до вищих навчальних закладів. Там в неї були відмінні оцінки з англійської мови, історії та латинської мови, хороші оцінки з французької та німецької мов, але лише задовільні оцінки з математики. В Інституті Льюїса Дороті була членкинею шкільної баскетбольної команди.
У 1912 році Дороті закінчила Інститут Льюїса і вступила до Сиракузького університету. В університеті Томпсон вивчала, зокрема, англійську мову, європейську та американську історію, алгебру та фізику. Вона також приєднувалась до різноманітних організацій — Християнської асоціації молодих жінок, Клубу срібної затоки, Епвортської ліги тощо. Крім того, вона увійшла до грецького сестринства «Альфа Хі Омега». Під час канікул Томпсон працювала на цукерковій фабриці, офіціанткою в ресторанах та продавала енциклопедії.

### Початок кар'єри
Закінчивши у 1914 році Сиракузький університет, Томпсон почала працювати у Жіночій суфражистській партії штату Нью-Йорк. Працюючи в суфражистській партії, Томпсон подорожувала штатом Нью-Йорк, проголошуючи промови, складаючи прес-релізи та збираючи кошти на цілі партії. У 1917 році Томпсон переїхала до Нью-Йорку, де почала працювати рекламною агенткою біблійного видавничого товариства. У 1918 році Томпсон переїхала до Цинциннаті, Огайо, де почала працювати публіцистичною директоркою організації Social Unit, яка зосереджувалась на питаннях сімейної гігієни та харчування. У Social Unit Томпсон писала прес-релізи, складала інформаційні бюлетені та читала лекції. Томпсон також іноді писала статті для таких видань, як New York Times та Chicago Tribune. Під час роботи у Social Unit Томпсон закохалась в очільника організації Вілбура Філіпса, однак той був одружений.

### Європа (1920—1921)

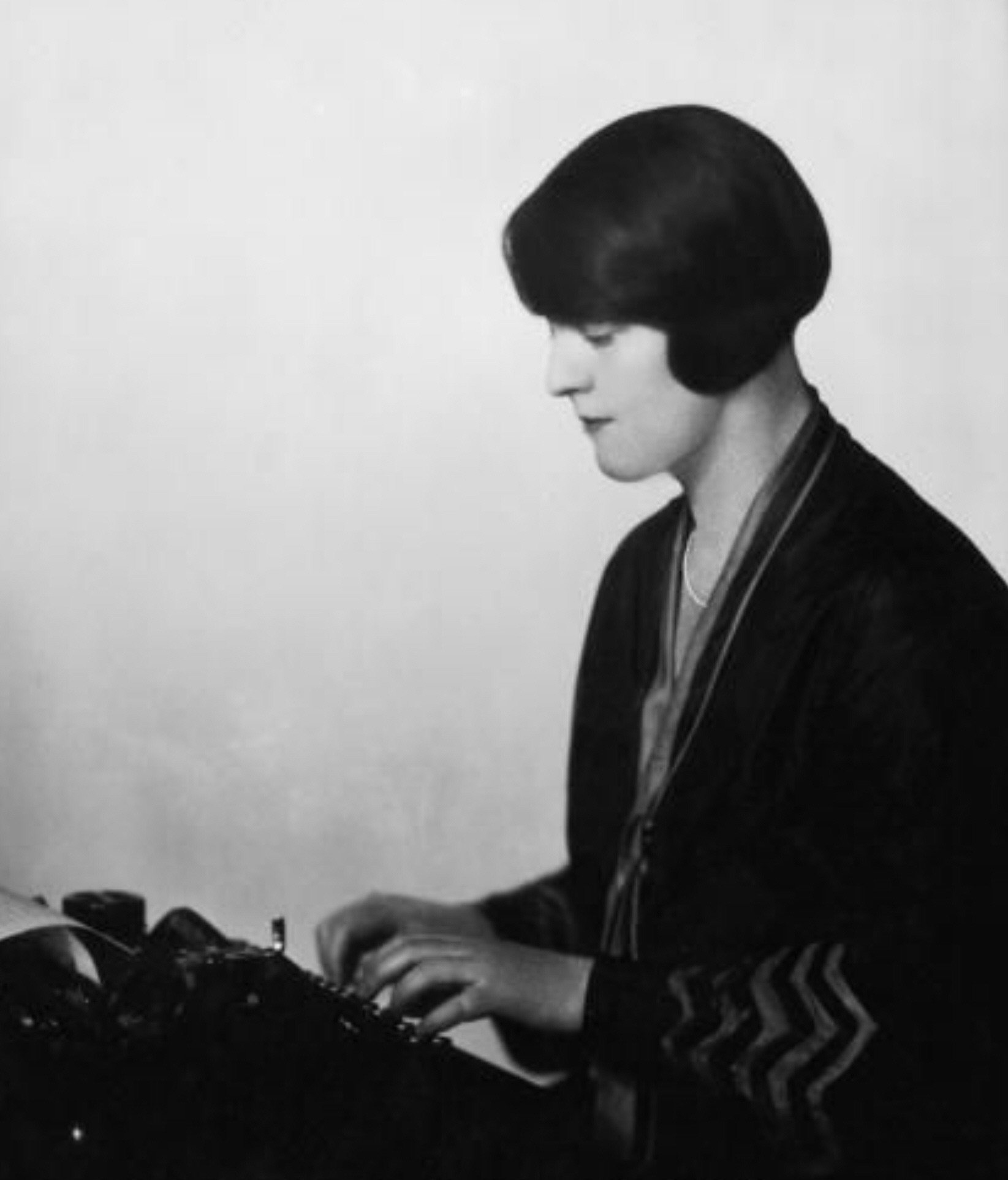
Дороті Томпсон у 1920 році

У 1920 році Томпсон звільнилась з Social Unit. Бажаючи розпочати письменницьку кар'єру та забути Вілбура Філіпса, Томпсон навесні 1920 року відпливла до Європи, вирішивши заробляти на життя позаштатною журналістикою. Спочатку Томпсон прибула до Англії, звідки висвітлювала Сіоністський конгрес, який проходив у Лондоні. Пізніше з'їздила до Ірландії, де взяла інтерв'ю в тодішнього лідера ірландської республіканської партії Шинн Фейн Теренса Максвіні. Повернувшись до Великобританії, Томпсон продала свої матеріали новинному агентству International News Services. Потім вирушила до Парижа, де писала статті для Американського Червоного Хреста. Далі поїхала до Риму, звідки висвітлювала робочий рух металургів. Зокрема, вона побувала на заводі Фіат, де працівники домоглися виконання своїх вимог. В Італії Томпсон також взяла інтерв'ю в профспілкового активіста Джузеппе Джулієтті.
Повернувшись до Франції, Томпсон вирушила у триденну подорож долиною Луари разом із незалежною журналісткою Роуз Вайлдер Лейн. Їхня дружба тривала, з деякими перервами, біля 40 років. Повернувшись до Парижу, Томпсон взяла інтерв'ю у дружини Петра Врангеля, одного з головних керівників Білого руху в роки Громадянської війни.

### Відень (1921—1924)
У 1921 році Томпсон стала спеціальною кореспонденткою видання Philadelphia Public Ledger у Центральній Європі, а також — публіцисткою Американського Червоного Хреста, що висвітлювала діяльність підрозділу організації у Будапешті, та переїхала до Відня. Під час перебування у Відні Томпсон познайомилася з угорським єврейським письменником Джозефом Бардом і у 1923 році одружилася з ним. Томпсон писала статті про політичну, економічну та націоналістичну кризи після розпаду Австро-Угорської імперії. Вона також писала про повсякденне життя у Відні: «Кава у Відні — це більше ніж національний напій…Це національний культ. Заради неї будуються палаци, палаци з атласно-парчевими стінами, столами, покритими оніксом, великими вікнами, завішаними золото-кольоровим шовком. Ці палаци — центри віденського світського, інтелектуального та духовного життя…» Крім того, Томпсон писала про віденське культурне життя, наприклад, про віденську прем'єру опери «Кавалер троянди» (нім. Der Rosenkavalier). Серед найвідоміших праць Томпсон віденського періоду були інтерв'ю з Карлом Габсбургом, який безуспішно намагався повернути собі австрійський престол; Томашем Масариком, засновником і першим президентом Чехословаччини; і чеським державним діячем Едвардом Бенешем. Крім того, У 1923 році Томпсон поїхала до Болгарії висвітлювати вересневе повстання.

### Берлін (1924—1928)
У 1924 році (за іншими даними — у 1925 році) Philadelphia Public Ledger призначило Томпсон керівницею берлінського бюро, вона першою з жінок обійняла таку посаду. Водночас Томпсон була центральноєвропейською кореспонденткою для видання New York Evening Post (зараз — New York Post). У Берліні Томпсон брала інтерв'ю у німецького драматурга Карла Цукмаєра, у Кларенса Чемберліна та Чарльза Левіна, відповідно пілота та першого пасажира, що здійснили другий трансатлантичний переліт у 1927 році. У 1926 році Томпсон висвітлювала травневий переворот у Польщі.
У 1927 році Томпсон здійснила подорож до СРСР, щоб висвітлити десяту річницю Жовтневої революції для New York Evening Post. У Москві Томпсон зустрілась з деякими американськими авторами, які писали про СРСР: Теодором Драйзером, Скотом Ніарінґом та Анною Луїз Стронґ. Крім того, у Москві Томпсон зустрічалась з московським кореспондентом New York Times Волтером Дюранті та німецьким послом Ульріхом фон Брокдорф-Ранцау. На підставі своїх спостережень у СРСР у 1928 році Томпсон написала книгу «Нова Росія» (англ. The New Russia). У тому ж році була опублікована книга Теодора Драйзера «Драйзер дивиться на Росію» (англ. Dreiser Looks at Russia), і Томпсон публічно звинуватила його у плагіаті, стверджуючи, що він використав 3000 слів з її серії статей про Росію. У 1929 році Томпсон писала Роуз Вайлдер Лейн про Драйзера: «Старий звір просто брав абзац за абзацом з моїх статей; Я не говорю про матеріал — ми всі діставали його там, де могли, — а про чисто літературні вирази. І, звісно, ідеї також, тому що нікому більше не приходило в голову, наприклад, писати про світське життя в Москві, і він слово в слово всю цю частину своєї книжки взяв у мене.»
Незабаром після повернення з СРСР Томпсон, за вмовлянням Льюїса Сінклера, з яким вона збиралась одружитись, звільнилася з роботи та разом із ним вирушила до Італії.

### Кар'єра у США
У серпні 1928 року Томпсон повернулась до США. Незабаром вона оселилась у Барнарді, Вермонт. У 1929 році Томпсон поїхала до Канади, щоб висвітлити вплив «сухого закону» на цю країну. У 1930 році Томпсон разом із своїм другим чоловіком, письменником Сінклером Льюїсом, вирушила до Швеції, де він мав отримати Нобелівську премію з літератури. Після Швеції Томпсон поїхала до Німеччини та здійснила подорож до Австрії та Верхньої Сілезії, пізніше повернувшись до Німеччини. Вона також з'їздила до Брюсселю, де, за завданням New York Evening Post, взяла інтерв'ю в Зіти Бурбон-Пармської, вдови Карла Габсбурга. У квітні 1931 року Томпсон повернулась до США, написавши статті для кількох видань.
Між 1928 і 1936 роками Томпсон була лекторкою та позаштатною авторкою, що писала про міжнародні відносини для таких журналів, як Literary Digest, Harper's, Foreign Affairs та Saturday Evening Post. У 1931 році Томпсон писала для Saturday Evening Post про з'їзд НСДАП у Берлінському палаці спорту, де, відповідно до Томпсон, зібралось 15 000 людей. Зокрема, вона відзначила, що, хоча промова Йозефа Геббельса тривала дві години, вона стосувалась одного й того ж питання: духовне та фінансове поневолення Німеччини переможцями Першої світової війни та знищення Німеччини шляхом репарацій. Водночас Томпсон піддавала сумніву тезу про знищення Німеччини репараціями: вона вказувала на те, що побудова дирижаблів, найбільшої авіаційної системи в Європі, найшвидших та найрозкішніших кораблів, найсучасніших лікарень, експоцентрів, спортивних палаців та басейнів, промислових підприємств та чудових театрів навряд чи свідчили про «знищення» Німеччини. Тодішні економічні проблеми Німеччини — безробіття, накопичені борги у сільському господарстві, бюджетний дефіцит, Томпсон приписувала не стільки тягареві репарацій, а скільки соціальній, фінансовій та економічній політиці Німеччини останніх років.
Під час чергової подорожі до Європи у листопаді 1931 року Томпсон взяла інтерв'ю в Адольфа Гітлера за завданням від журналу Cosmopolitan. Пізніше на підставі цього інтерв'ю Томпсон написала книгу «Я бачила Гітлера!» (англ. I saw Hitler!). У 1937 році цю книгу заборонили у Третьому Рейху. Томпсон згадувала, що підготовка до інтерв'ю була метушливою. Томсон змалювала Гітлера як незначну фігуру. Вона писала: «коли я заходила у номер Адольфа Гітлера в готелі „Кайзерхоф“, я була впевнена, що зустрічаюсь з майбутнім диктатором Німеччини. Через менше ніж п'ятдесят секунд я вже була впевнена в протилежному». Вона писала про «вражаючу нікчемність цієї людини, яка вразила світ». Через кілька років, коли Гітлер прийшов до влади, Томпсон довелося захищати свою позицію.
Після інтерв'ю Томпсон стала послідовною критикинею Гітлера. Наприклад, під час виступу в єврейському братстві «Бріт Шолом» (англ. B'rith Sholom), що з івриту перекладається як «Угода миру» у червні 1933 року, Томпсон стверджувала, що антисемітська програма Гітлера була приреченою. Однак вже у 1934 році, після того, як її вислали з Німеччини, Томпсон охарактеризувала становище євреїв у Третьому Рейху як безнадійне. Вона писала, що завдяки корупції заможні євреї могли уникнути більшої частини переслідувань.
У 1932 році Томпсон писала у Saturday Evening Post про піднесення націоналізму та ксенофобії у Європі, а також про провал міжнародного співробітництва. Вона зробила спостереження, що Німеччина та Австрія вважають себе поневоленими, а Франція невдоволена тим, що Великобританія відмовилась від золотого стандарту, хоча раніше Франція вчинила так само. Томпсон описала, в чому відбивається зростання націоналізму в кожній країні: в Англії — в приході до влади Невілла Чемберлена, у Франції — у русі за французьке золото для французького капіталу, у Німеччині — у заголовках, що підкреслюють арійство німців та наполягання на самодостатній та закритій економіці. Томпсон також побачила прояв націоналізму і в культурних аспектах, наприклад, в п'єсі англійського драматурга Ноеля Каварда «Кавалькада» (англ. Cavalcade), в якій, відповідно до Томпсон, змальовується стресостійкість вищих верств британського суспільства, що протиставляється пияцтву, недисциплінованості, заздрісності та невдячності нижчих класів. Про міжнародне співробітництво Томпсон написала, що «у світі падаючих цін ніщо так катастрофічно не знецінилось, як міжнародне співробітництво». Томпсон завершує свою статтю на оптимістичній ноті: «Поки кораблі пливуть морями, літаки рухаються повітрям, а потяги їздять — людський здоровий глузд знаходитиме спосіб подолати перешкоди для торгівлі. Людський рід ще не має достатнього патріотизму, щоб заради нації приректи себе на голодну смерть.»
Також у 1932 році Томпсон писала для Saturday Evening Post про економічну еволюцію Німеччини. У цій статті вона констатувала, що в капіталізм у Німеччині вже був повалений, а революція вже відбулася. Томпсон написала: «Німеччина рухається до такої форми соціальної та економічної організації, яка, хоч і не є ані комунізмом, ані соціалізмом, ані точно державним капіталізмом, але, безумовно, мало схожа на класичний капіталізм і, звичайно, не має нічого спільного з індивідуалізмом президента Гувера.» Вона спостерігає, що з часів заснування німецької держави капіталізм, у американському розумінні чи у розумінні філософа Адама Сміта, не існував у Німеччині. Цікаво, що відповідно до Томпсон, остаточного удару капіталізму в Німеччині завдали не соціалісти чи комуністи, а католик та консервативний канцлер Генріх Брюніг, за головування якого в Німеччині були видані надзвичайні накази, які регулювали ціни, зарплати, орендну плату та процентні ставки. Томпсон зазначила, що приватний бізнес в Німеччині існував приблизно в таких самих умовах, в яких він існував у Росії в часи Нової економічної політики. Вона наступним чином описала існуючу тоді економічну систему Німеччини: там існував як соціалізм — державний контроль в інтересах працівників, так і державний капіталістичний контроль — в інтересах високоцентралізованих промислових трестів.
У травні 1933 року Saturday Evening Post опублікувала статтю Томпсон про прихід Адольфа Гітлера до влади. Вона зазначила, що на відміну від інших країн, де диктаторські уряди захопили владу шляхом силового перевороту (Росія, Югославія, Польща, Італія) Гітлер прийшов до влади демократичним шляхом. Томпсон писала: «Гітлер не нав'язувався німецькому народу. Він йому відрекомендувався, а народ купився на нього. Понад 50 відсотків усіх достатньо політично налаштованих німців, щоб здійснити своє виборче право, — і майже 89 відсотків із них пішли на вибори, свідомо відмовившись від усіх своїх громадянських прав, усіх своїх шансів на народний контроль, усіх своїх можливостей представництва.»
Після приходу Гітлера до влади Томпсон продовжувала здійснювати подорожі до Європи. Так, у серпні 1934 року вона перебувала в Берліні, звідки її вислали за наказом нової німецької влади. Відповідно до тодішнього посла США в Німеччині Вільяма Е. Додда, причиною висилки було інтерв'ю Томпсон із Гітлером 1931 року. Того дня, коли Томпсон від'їжджала до Парижу, на вокзалі зібрались американські та британські журналісти, щоб проводити її. Томпсон стала першою американською журналісткою, висланою з Третього Рейху.
Після вислання з Третього Рейху Томпсон повернулась до США знаменитістю у вересні 1934 року. Впродовж наступних 18-ти місяців Томпсон їздила США із лекціями на різні теми, але здебільшого її аудиторію цікавили Німеччина та Гітлер. New York Times повідомляла, що її лекцію у Бронксвіллі, Нью-Йорк, відвідало 400 жінок.
Томпсон продовжувала публікуватись у різних виданнях. У 1935 році в журналі Foreign Affairs було опубліковано есе Томпсон «Національний соціалізм: теорія та практика» (англ. National Socialism: Theory and Practice), в якому вона написала, що після Першої світової війни двома характерними рисами німецького менталітету були почуття національної образи та «занепад віри всіх класів у ліберальний капіталізм». Відповідно до Томпсон, німецький націонал-соціалізм скористався такими настроями, щоб побудувати мілітаризм та військову економіку. В есе Томпсон описала соціальні та економічні зміни, що відбулись у Німеччині за доби націонал-соціалізму: повна централізація влади, контроль над економікою та суспільною думкою, «обмеження капіталу та праці в рамках примусового соціального перемир'я; культивування однодумності пропагандою та нав'язування його безжальним терором; усунення „сумнівних“ елементів; внутрішнє шпигунство та смертні вироки за форми шпигунства, до яких зазвичай ставилися легковажно в мирний час; прославлення жертовності та героїзму як першорядних чеснот; усунення культури на другий план; масове поклоніння молоді; мілітаризація релігії; організоване духовне піднесення; концепція світової місії; громадянська диктатура в інтересах військової машини». Водночас, Томпсон робить спостереження, що рівень життя середньостатистичного працівника падав в нацистській Німеччині так само, як він впав у фашистській Італії. Вона зазначає, що при цьому «нацистська держава полегшила біль бідності, як полегшив її комунізм у Росії, знявши з бідності клеймо неповноцінності, надавши їй цілеспрямованості та тримаючись за надію на славне майбутнє.»

### Власні колонки та подальша кар'єра

Дороті Томпсон у 1936 році

Томпсон зацікавилась Гелен Роджерс Рейд, співвидавчиня газети New York Herald Tribune. Рейд запропонувала Томпсон публікувати її політичну колонку, яка мала виходити тричі на тиждень. Уперше колонка Томпсон під назвою «Запротокольовано» (англ. On the Record) була опублікована 17 березня 1936 року. Після виходу першої колонки Томпсон американський журнал Time опублікував статтю про Томпсон, в якому назвав її «мислячим репортером» та поставив в один рядок із такими журналістами, як Волтер Дюранті та Вінсент Шіант.
У травні 1936 року Томпсон обрана президенткою Американського центру Пен-клубу, міжнародної асоціації письменників та видавників. На цій посаді вона замінила американського поета та письменника Роберта Фроста.
У своїй колонці «Запротокольовано» Томпсон торкалась широкого кола питань: світової економіки, міжнародної політики США, Нового курсу, військових справ, капіталу та трудових ресурсів, а також культурних питань, таких як талант диригента Артуро Тосканіні або колекція метеликів японського імператора. У своїй колонці вона критично ставилась до політики Нового курсу, а також рішуче виступала проти «плану упаковки суду» — невдалий план президента США Франкліна Рузвельта заповнити Верховний суд США суддями, лояльними політиці Нового курсу. У 1928 році американський журнал Time писав, що колонка Томпсон публікувалась 155 газетах із понад 7 000 000 читачів. Зрештою, колонка Томпсон стала дуже популярною і публікувалась 170-ма щоденними газетами з 1941 до 1958 року. Пік циркуляції її колонки прийшовся на 1941 рік: колонка публікувалась у 200 газетах.
Томпсон писала не лише для New York Herald Tribune, а й для інших видань. Так, починаючи з 1937 року Томпсон починає писати колонку для жіночого журналу Ladies' Home Journal. Для цього видання вона писала особисті есе на різні теми: поезія, музика, живопис, тощо. У 1957 році збірка її есе для Ladies' Home Journal була опублікована окремою книгою «Сміливість бути щасливими» (англ. The Courage to Be Happy).

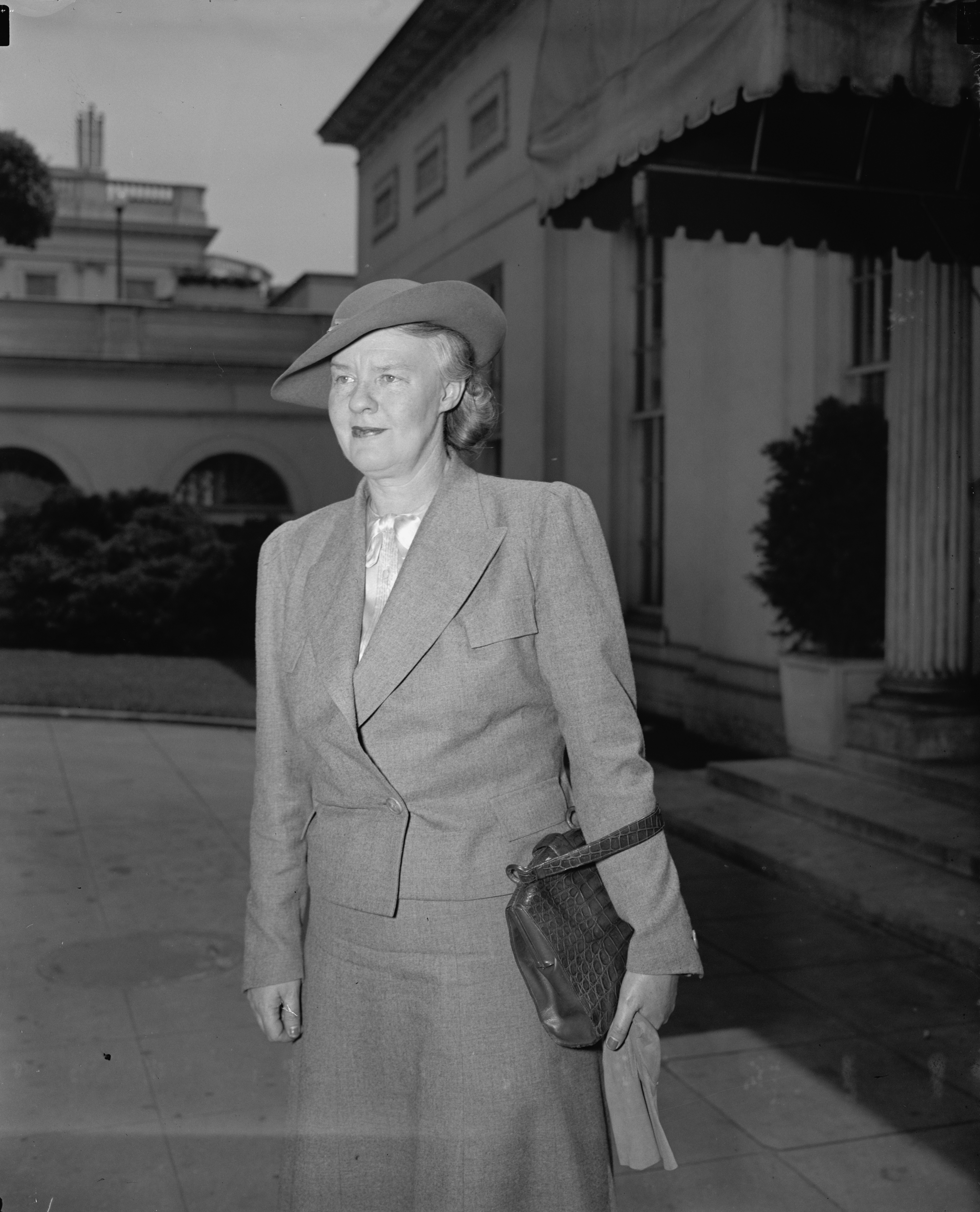
Дороті Томпсон у 1940 році

У 1938 році в журналі Foreign Affairs було опубліковано есе Томпсон «Біженці — світова проблема» (англ. Refugees: a World Problem), у якому вона зазначає, що перемога нацизму в Європі створює біженців — євреїв, лібералів, і, можливо, католиків. Водночас Томпсон констатує, що існуючи міжнародні інституції, призначені мати справу з біженцями, обмежені у своїх повноваженнях і не можуть ефективно допомогти євреям. Вона пише, що доцільно було б створити новий міжнародний орган, не в складі Ліги Націй, який би займався єврейськими біженцями. Цьому есе приписують допомогу в створенні Міжурядового комітету з біженців на Евіанській конференції 1938 року. Зосередження на проблемі єврейських біженців призвело до підтримки Томпсон сіонізму: на її думку, сіонізм пропонував вирішення проблеми, а також сприяв просуванню американських цінностей на Близькому сході.
У 1938—1939 роках Томпсон була коментаторкою на радіостанції NBC. У 1940 році Томпсон підтримала кандидатуру Франкліна Рузвельта на третій строк, вважаючи його зовнішню політику кращою відповіддю нацистам. ЇЇ рішення призвело до конфлікту із редакцією New York Herald Tribune, яка була газетою республіканського спрямування, в той час як Рузвельт був демократом. У 1941 році Томпсон пішла з газети, уклавши угоду на розповсюдження своєї колонки з газетним синдикатом Bell Syndicate. Синдикат продавав її колонки New York Post та багатьом іншим виданням.
У листопаді 1941 року Томпсон приїхала до Британії, де зверталась до британців на BBC, виступила з промовою у Палаті громад, зустрілась із Вінстоном Черчіллем; віконтесою Ненсі Астор, першої жінкою, що стала депутатом Палати громад; лейбористом та Міністром праці в коаліційному уряді Черчілля Ернестом Бевіном; американським політиком Гаррі Гопкінсом; архієпископом Кентерберійським Космо Ґордоном Ленґом; британським Міністром інформації Бренданом Брейкеном. У Британії Томпсон також взяла низки інтерв'ю у відомих осіб, включаючи чехословацького політика Едварда Бенеша та тодішнього президента Всесвітньої сіоністської організації Хаїма Вейцмана.
Після подорожі до Палестини у 1945 році Томпсон змінила свою позицію щодо сіонізму. Вона почала усвідомлювати, що в Палестині не все так, як це подається американськими сіоністами, і, що там існує багато складнощів. Після 1946 року вона приєдналася до тих, хто звинувачували сіонізм в прийнятті виняткової етно-релігійної національної моделі, яка прямо суперечить американським ліберальним цінностям. Вона також засуджувала терористичні акти, вчинені єврейською військовою організацією Ірґун проти британців у Палестині. Через таку зміну поглядів Томпсон зазнавала особистих та публічних нападів від американських сіоністів.
Томпсон турбувала відсутність планів щодо безпечної та стабільної післявоєнної Європи. Вона засуджувала як Нюрнберзький процес, так і пропозиції нав'язати Німеччині суворий мир. Вона наполягала на тому, що не всі німці несуть провину за нацизм, і хвилювалася, що без сильної Німеччини контроль у центральній Європі встановить СРСР. Такі погляди, а також, зміна її позиції щодо сіонізму, призвели до розриву з New York Post: у березні 1947 року газета припинила публікувати колонку Томпсон.

### Останні роки
Між 1947 і 1958 роками колонки Томпсон в основному стосувалися комунізму, холодної війни та європейської політики. Після 1945 року Томпсон послідовно виступає на захист палестинських арабів. Томпсон стверджувала, що підтримка Заходом Ізраїлю змусила арабів звернутися до СРСР, що Ізраїль налаштований на експансію, що тяжке становище палестинських біженців заслуговує на увагу, і що сіоністи здійснювали неправомірний вплив на зовнішню політику США. У 1951 році вона стала президенткою «Американських друзів Близького Сходу», організації, яка виступає за більш проарабську близькосхідну політику. Серед членів організації були письменники, науковці, протестантське духовенство та керівники нафтової галузі, і вона частково фінансувалася, без відома Томпсон, Центральним розвідувальним управлінням. У 1957 році скарги її редакторів на те, що її робота в цій організації представляє конфлікт інтересів з її роллю журналістки, змусили її піти з організації.
У 1958 році Томпсон перестала писати колонку та планувала написати автобіографію, однак написала лише кілька розділів. У своїй прощальній колонці вона написала, що для неї прийшов час оживити в пам'яті її життя в рамках підготовки до її дев'ятої та найамбітнішої книги: автобіографії. Томпсон збиралась переїхати до Гановеру, Нью-Гемпшир, щоб мати доступ до бібліотеки Дартмутського коледжу. Однак вона продовжувала писати колонку для журналу Ladies' Home Journal.
Вона померла 30 січня 1961 року від серцевого нападу, коли відвідувала своїх онуків у Лісабоні, Португалія.

## Українська тематика у працях Томпсон

### «Навіщо називати це післявоєнним часом?»
Час від часу у своїх статтях Томпсон торкалась української тематики. У статті від 23 липня 1932 року під назвою «Навіщо називати це післявоєнним часом?» (англ. Why call it postwar?), де вона розглядала недоліки перевлаштування Європи внаслідок Версальської угоди, вона писала про пригнічене становище українців у новоствореній Польщі. «Довгий час існувала ілюзія, що малі нації якимось чином виявляться менш націоналістичними, ніж великі, і що люди, які самі були пригнобленими, навчилися б не бути гнобителями. На жаль, щойно звільнені етноси засвоїли всі найгірші звички своїх колишніх правителів. Маленькі польські діти співають у школі довгу сумну пісню про своє колишнє мученицьке життя, тоді як польські лідери ведуть кампанію, назвати яку репресивною було б применшенням, проти української меншини в Польщі», — пише Томпсон у статті. Далі Томпсон зазначає, що польські політичні лідери застосовують до національних меншин, українців та білорусів, такі ж методи, які застосовувались до них самих. Томпсон перераховує ці методи: заарештовують тисячі польських громадян українського походження, зачиняються українські газети та бібліотеки, українських дітей виключають зі шкіл, ліквідовуються середні школи, кооперативи та дитячі будинки. Водночас, Томпсон зазначає, що українське населення справді по суті зрадницьке, якщо зрадою є повстання проти легітимного уряду. Вона називає ілюзією ідею про те, що національні меншини завжди можна заспокоїти, якщо тільки до них ставитись великодушно. Вона наводить приклад тих самих поляків, до яких, відповідно до Томпсон, австрійська влада ставилась із надзвичайною великодушністю. Австрійські поляки, відзначає Томпсон, були не менш націоналістичними та бунтарськими ніж та частина поляків, яку справді пригноблювали.

### «Національний соціалізм: теорія та практика»
У своєму есе «Національний соціалізм: теорія та практика» (англ. National Socialism: Theory and Practice), опублікованому в журналі Foreign Affairs в липні 1935 року, Томпсон розкриває плани нацистського ідеолога Альфреда Розенберга щодо України. Спершу вона пояснює, чому нацизм бореться с комунізмом, за філософією Розенберга: російський комунізм руйнує буржуазію та аристократію, що сприймались як європейський, або німецький елемент. Комунізм сприймається як перемога євреїв, монголів і татар. Таким чином, знищення більшовизму є місією не від імені капіталізму, який, на думку нацистів, застаріває, а для всієї білої раси. В рамках такої місії Розенберг передбачає великий німецько-скандинавсько-голландсько-британський альянс, який зрештою відкине Росію назад в Азію та «звільнить» Україну, щоб вона стала житницею для Німеччини. У цьому есе Україна також згадується в контексті долі Чехословаччини: Томпсон пише, що нацисти вважали цю державу приреченою, особливо, якщо вона буде оточена «відродженою» Німеччиною, пов'язаною з Угорщиною та у союзі з незалежною Україною.

## Номінації та нагороди
У 1936 році Томпсон потрапила до списку «24 кар'єристок» за версією Нью-йоркської ліги професіоналок та бізнесвумен. У 1936 році Томпсон отримала почесний ступінь доктора літератури від Університету Тафтса. Також у 1936 році Томпсон отримала медаль «за мужність та видатне служіння журналістиці» від асоціації журналістів New York Evening Post. Крім того, у 1936 році Томпсон отримала нагороду за захист прав людини від єврейського братства «Бріт Шолом».
У 1937 році Томпсон отримала почесний ступінь від Сиракузького університету. Також у 1937 році Рассел-Сейдж-Коледж присвоїв Томсон почесний ступінь доктора літератури. Крім того, У 1937 році Томпсон отримала премію в розмірі 50 доларів США від Нью-йоркського газетного жіночого клубу за колонку про страту Бруно Річарда Гауптманна, засудженого за викрадення та вбивства сина американського пілота та винахідника Чарльза Ліндберга.
У 1940 році Томпсон стала почесною членкинею Нью-йоркського жіночого прес-клубу.
У 1952 році Томпсон отримала сирійську Медаль пошани за захист арабської справи в США.

## Особисте життя

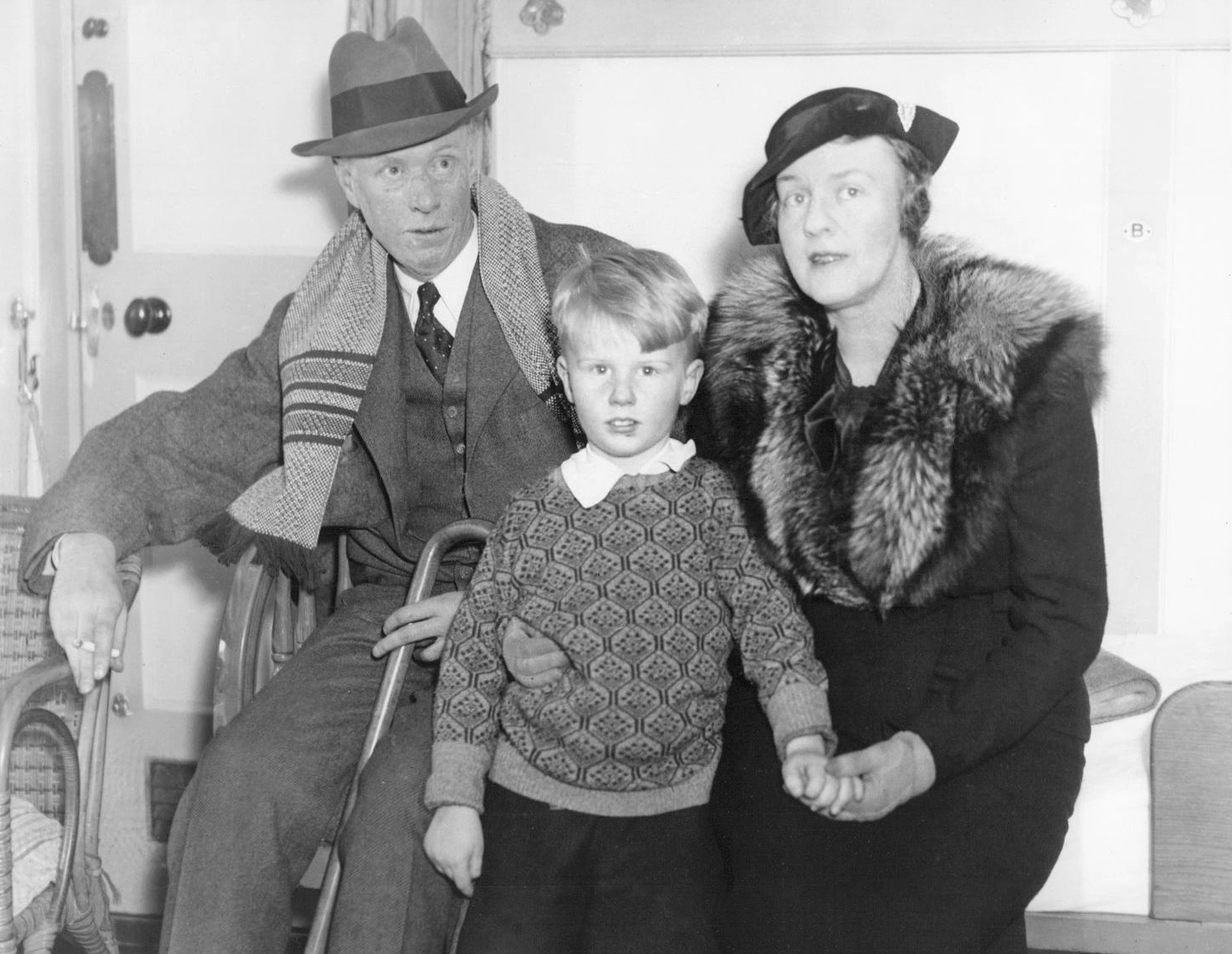
Томпсон із Сінклером Льюїсом та сином, 1935 р.

У 1927 році Томпсон розлучилась із своїм першим чоловіком, угорським єврейським письменником Джозефом Бардом, який закохався у художницю Айлін Ейґар. Томпсон, своєю чергою, мала роман з американським журналістом Флойдом Ґіббонсом, у чому зізналась чоловіку.
У липні 1927 року друзі Томпсон привели американського письменника та майбутнього нобелівського лауреата Сінклера Льюїса на святкування її дня народження. Того вечора Льюїс освідчився Томпсон і робив це багато разів після цього. У 1928 році Томпсон пошлюбила Льюїса, невдовзі після чого подружжя повернулось до США і купило ферму біля Барнарду, Вермонт. У 1930 році Томпсон народила від Льюїса свою єдину дитину — сина Майкла.
У 1937 році Томпсон пішла від Сінклера Льюїса через його алкоголізм. Офіційно пара розлучилась у 1942 році.
У 1943 році Томпсон одружилася з художником Максімом Копфом.

## Вплив Томпсон
У 1939 році американський журнал Time написав, що Томпсон та Елеонора Рузвельт «…безсумнівно, є найвпливовішими жінками в США». У журналі зазначалось, що вона була єдиною жінкою, яка будь-коли виступала в Клубі Юніон Ліги, Гарвардському клубі Нью-Йорка, Національній асоціації виробників і Торгово-промисловій палаті США. Крім того, як зазначав журнал, її думку цінували комітети Конгресу. Томпсон також називали американською «Першою леді журналістики».
Лоуренс Рід, Голова Фонду економічної освіти, ставить Томпсон в один ряд з такими жінками-прихильницями свободи та вільних ринків, як Роуз Вайлдер Лейн, Ізабель Патерсон та Айн Ренд.

## Праці Томпсон

### Вибрані книги
- «Нова Росія», 1928 (англ. The New Russia)
- «Я бачила Гітлера!», 1932 (англ. I Saw Hitler!)
- «Щодо Вермонта», 1937 (англ. Concerning Vermont)
- «Політичний путівник Дороті Томпсон: дослідження американського лібералізму та його зв’язку з сучасними тоталітарними державами», 1938 (англ. Dorothy Thompson's Political Guide: A Study of American Liberalism and Its Relationship to Modern Totalitarian States)
- «Біженці: анархія чи організація?», 1938 (англ. Refugees: Anarchy or Organization?)
- «Нехай говорить протокол», 1939 (англ. Let the Record Speak)
- «Одного разу на Різдво», 1939 (англ. Once on Christmas)
- «Християнська етика і західна цивілізація», 1939 (англ. Christian Ethics and Western Civilization)
- «Заклик до дії, Кільце свободи», 1941 (англ. A Call to Action, Ring of Freedom)
- «Наші життя, долі та священна честь», 1941 (англ. Our Lives, Fortunes, and Sacred Honor)
- «Послухай, Гансе», 1942 (англ. Listen, Hans)
- «Кому належить Земля?», 1944 (англ. To Whom Does the Earth Belong?)
- «Сварка двох ковбоїв», 1945 (англ. Wrangled by Two Cowboys)
- «Я говорю знову як християнка», 1945 (англ. I Speak Again as a Christian)
- «Нехай обіцянка буде виконана: християнський погляд на Палестину», 1946 (англ. Let the Promise Be Fulfilled: A Christian View of Palestine)
- «Правда про комунізм», 1948 (англ. The Truth About Communism)
- «Розвиток нашого часу», 1948 (англ. The Developments of Our Times)
- «Криза Заходу», 1955 (англ. The Crisis of the West)
- «Сміливість бути щасливим», 1957 (англ. The Courage to Be Happy)

### Вибрані есе
- «Національний соціалізм: теорія та практика», 1935 (англ. National Socialism: Theory and Practice) — в журналі Foreign Affairs
- «Культура під нацистами», 1936 (англ. Culture Under the Nazis) — в журналі Foreign Affairs
- «Хто стає нацистом?», 1941 (англ. Who Goes Nazi?) — в журналі Harper's Magazine

## В популярній культурі
Томпсон стала прототипом для Тесс Гардінґ, персонажу американського фільму 1942 року «Жінка року». Цей персонаж був втілений актрисою Кетрін Гепберн.